# Музей дирижаблей во Фридрихсхафене

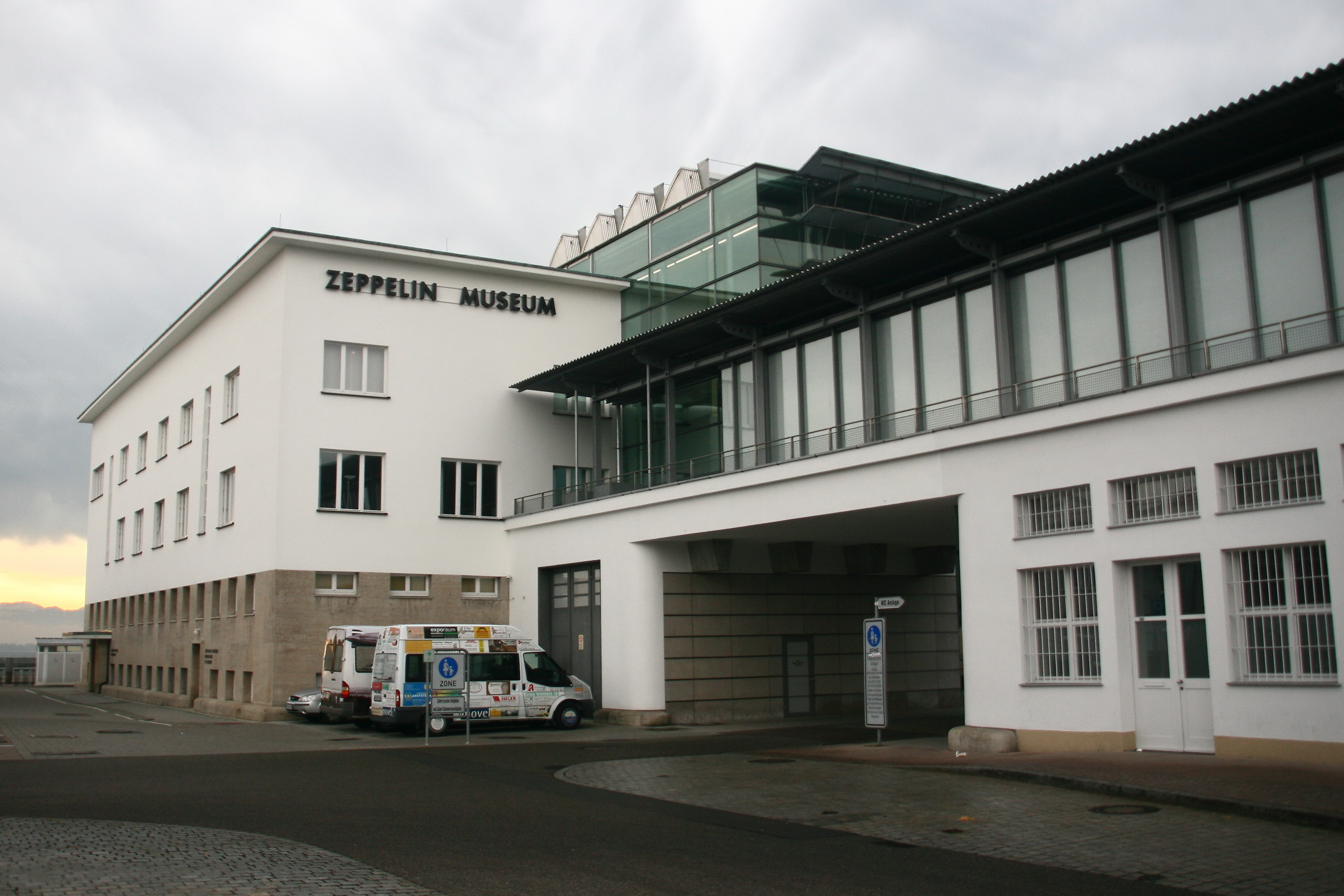
Музей дирижаблей во Фридрихсхафене

Музей дирижаблей (нем. Zeppelin Museum) во Фридрихсхафене на Боденском озере представляет собой музей, посвященный истории строительства дирижаблей фирмой графа фон Цеппелина Luftschiffbau Zeppelin GmbH, которой на протяжении первой половины XX века были созданы самые известные дирижабли.

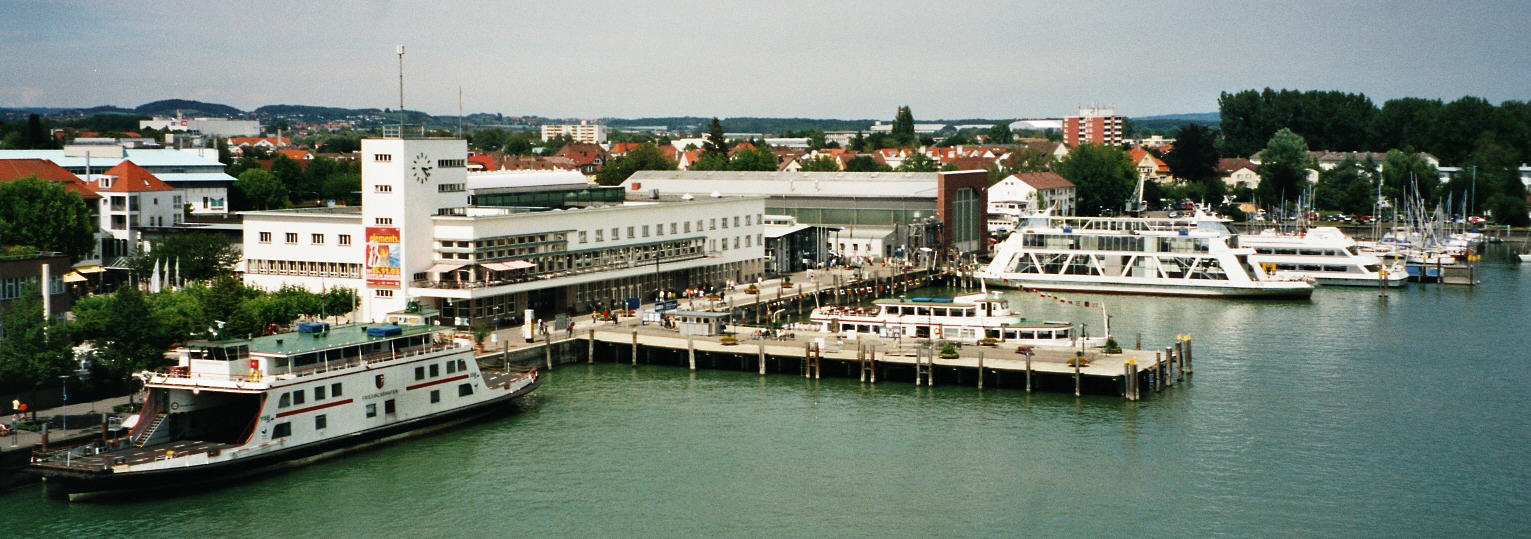
Вид на гавань рядом с музеем

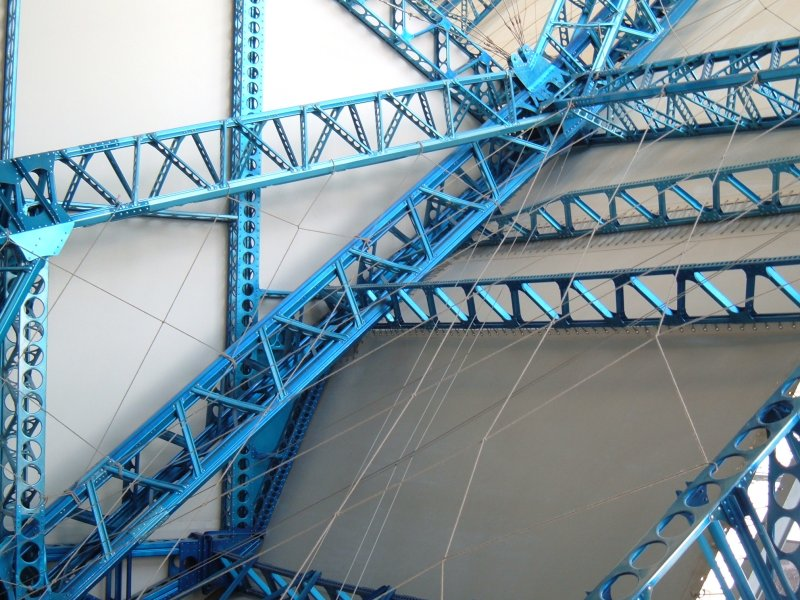
Реконструкция каркаса дирижабля

## Музей
Музей был основан в 1996 году и находится в здании бывшего вокзала.
Музей описывает историю дирижаблестроения во Фридрихсхафене от строительства первого аэростата до самых крупных дирижаблей 1930-х годов. Основной частью экспозиции является 33 метровая реконструкция секции дирижабля LZ 129 Hindenburg, созданного фирмой Luftschiffbau Zeppelin GmbH в 1936 году. В нижней части реконструкции (палуба B) воссозданы каюты и курительная комната. Верхняя часть реконструкции (палуба A) воссоздает кают-компанию, прогулочную зону со смотровой площадкой и несколько пассажирских кают.
Также в музее представлена оригинальная гондола для двигателя от дирижабля LZ 127 Graf Zeppelin.
В музее также есть архив и библиотека с материалами, связанными с дирижаблестроением.
На верхнем этаже музея представлены экспонаты, не связанные с историей дирижаблей, например, работы Отто Дикса.